# Lac Vogelsang
Pour les articles homonymes, voir Vogelsang.
Le lac Vogelsang (en anglais : Vogelsang Lake) est un lac américain dans le comté de Mariposa, en Californie. Il est situé à 3 152 mètres d'altitude au sein de la Yosemite Wilderness, dans le parc national de Yosemite.